# Svetovni hokejski pokal 2004
Svetovni hokejski pokal 2004 je bil drugi mednarodni reprezentančni hokejski turnir pod tem imenom, potekal je med 31. avgustom in 14. septembrom 2004. Po rednem delu, v katerem je vsaka od reprezentanc, ki so bile razdeljene v dve skupini, odigrala po tri tekme, se je vseh osem reprezentanc uvrstilo v četrtfinale, v polfinale so se uvrstile kanadska, ameriška, češka in finska reprezentanca, v finalu pa je kanadska reprezentanca premagala finsko s 3:2. Naslednji Svetovni hokejski pokal bo potekal leta 2016. 

## Postave
Kanada
- Vratarji: Martin Brodeur, Jose Theodore, Roberto Luongo
- Branilci: Adam Foote, Ed Jovanovski, Scott Niedermayer, Eric Brewer, Wade Redden, Robyn Regehr, Scott Hannan, Jay Bouwmeester
- Napadalci: Mario Lemieux, Kirk Maltby, Kris Draper, Joe Sakic, Jarome Iginla, Ryan Smyth, Simon Gagne, Dany Heatley, Patrick Marleau, Joe Thorton, Martin St. Louis, Brad Richards, Vincent Lecavalier, Shane Doan, Brenden Morrow
- Trenerji: Pat Quinn, Ken Hitchcock, Jacques Martin, Wayne Fleming

 Finska
- Vratarji: Kari Lehtonen, Miikka Kiprusoff, Vesa Toskala
- Branilci: Joni Pitkänen, Kimmo Timonen, Ossi Väänänen, Sami Salo, Aki-Petteri Berg, Teppo Numminen, Toni Lydman, Janne Niinimaa
- Napadalci: Teemu Selänne, Riku Hahl, Ville Nieminen, Saku Koivu, Olli Jokinen, Tuomo Ruutu, Ville Peltonen, Mikko Eloranta, Antti Laaksonen, Niklas Hagman, Jukka Hentunen, Jere Lehtinen, Niko Kapanen, Jarkko Ruutu, Mikko Koivu
- Trenerji: Raimo Summanen, Jari Kurri, Erkka Westerlund

 Češka
- Vratarji: Roman Čechmánek, Tomáš Vokoun, Petr Bříza
- Branilci: Roman Hamrlík, Tomáš Kaberle, Martin Škoula, Jiří Fischer, Marek Malík, Jiří Šlégr, Jaroslav Špaček, Marek Židlický
- Napadalci: Petr Čajánek, Jiří Dopita, Radek Dvořák, Patrik Eliáš, Martin Havlát, Milan Hejduk, Jaromír Jágr, Petr Sýkora, Václav Prospal, Robert Reichel, Martin Ručinský, Martin Straka, Josef Vašíček, Tomáš Vlasák, David Výborný
- Trenerji: Vladimír Růžička, Radim Rulík, Marian Jelínek

 ZDA
- Vratarji: Ty Conklin, Rick DiPietro, Robert Esche
- Branilci: Chris Chelios, Hal Gill, Ken Klee, Brian Leetch, Paul Martin, Aaron Miller, Brian Rafalski, Eric Weinrich, John-Michael Liles
- Napadalci: Tony Amonte, Bill Guerin, Mike Modano, Keith Tkachuk, Doug Weight, Jason Blake, Craig Conroy, Chris Drury, Jeff Halpern, Brett Hull, Steve Konowalchuk, Jamie Langenbrunner, Scott Gomez, Brian Rolston, Bryan Smolinski
- Trener: Ron Wilson

 Rusija
- Vratarji: Maksim Sokolov, Ilja Brizgalov, Aleksander Fomičev
- Branilci: Andrej Markov, Oleg Tverdovski, Darius Kasparaitis, Sergej Gončar, Dmitrij Kalinin, Aleksander Havanov, Anton Volčenkov, Vitalij Višnevski
- Napadalci: Aleksej Jašin, Oleg Kvaša, Dainius Zubrus, Artom Čubarov, Sergej Samsonov, Aleksej Kovaljov, Ilja Kovalčuk, Maksim Afinogenov, Pavel Dacjuk, Viktor Kozlov, Aleksander Ovečkin, Oleg Petrov, Dimitrij Afanasenkov, Aleksander Frolov, Andrej Kovalenko
- Trener: Zinetula Biljaletdinov

 Švedska
- Vratarja: Henrik Lundqvist, Tommy Salo
- Branilci: Christian Bäckman, Kim Johnsson, Nicklas Lidström, Mattias Norström, Marcus Ragnarsson, Daniel Tjärnqvist, Dick Tärnström, Mattias Öhlund
- Napadalci: Daniel Sedin, Henrik Sedin, Daniel Alfredsson, Per-Johan Axelsson, Nils Ekman, Peter Forsberg, Tomas Holmström, Andreas Johansson, Jörgen Jönsson, Frederik Modin, Marcus Nilson, Marcus Näslund, Samuel Påhlsson, Mats Sundin, Henrik Zetterberg
- Trenerji: Hardy Nilsson, Ulf Dahlén, Johan Garpenlöv, Tommy Boustedt

 Slovaška
- Vratarji: Ján Lašák, Rastislav Staňa, Peter Budaj
- Branilci: Zdeno Chára, Richard Lintner, Ladislav Čierny, Branislav Mezei, Jaroslav Obšut, Martin Štrbák, Radoslav Suchý, Lubomír Višňovský
- Napadalci: Luboš Bartečko, Pavol Demitra, Marián Gáborík, Miroslav Hlinka, Marián Hossa, Ladislav Nagy, Vladimír Országh, Branko Radivojevič, Miroslav Šatan, Radovan Somík, Jozef Stümpel, Richard Zedník, Martin Cibák, Rastislav Pavlikovský,Ronald Petrovický
- Trener: Ján Filc

 Nemčija
- Vratarji: Oliver Jonas, Olaf Kölzig, Robert Müller
- Branilci: Mirko Lüdemann, Andreas Renz, Robert Leask, Sascha Goc, Christian Ehrhoff, Christoph Schubert, Lasse Kopitz, Dennis Seidenberg
- Napadalci: Andreas Morczinietz, Eduard Lewandowski, Tino Boos, Marco Sturm, Marcel Goc, Tomáš Martinec, Klaus Kathan, Tobias Abstreiter, Stephan Retzer, Stefan Ustorf, Jochen Hecht, Daniel Kreutzer, Martin Reichel, Petr Fical, Christoph Ullmann
- Trenerji: Franz Reindl, Ernst Höfner, Bernhard Englbrecht, Jim Setters

## Tekme

### Redi del

#### Evropska skupina
T-tekme, Z-zmage, N-neodločeni izidi, P-porazi, GR-gol razlika, DG-doseženi goli, PG-prejeti goli, T-točke.
| Reprezentanca | T | Z | N | P | DG | PG | +/- | T |
| ------------- | - | - | - | - | -- | -- | --- | - |
| Finska        | 3 | 2 | 1 | 0 | 11 | 4  | 7   | 5 |
| Švedska       | 3 | 2 | 1 | 0 | 13 | 9  | 4   | 5 |
| Češka         | 3 | 1 | 0 | 2 | 10 | 10 | 0   | 2 |
| Nemčija       | 3 | 0 | 0 | 3 | 4  | 15 | -11 | 0 |

| 30. avgust 2004 | Finska | 4–0 | Češka | Hartwall-stadium, Helsinki |

| Poročilo tekme | Poročilo tekme | Poročilo tekme  | Poročilo tekme | Poročilo tekme                                          |
| -------------- | --- | --------------- | -------------- | ------------------------------------------------------- |
|                | 6.33 Jukka Hentunen (Kapanen, Numminen) 40.30 Saku Koivu (Lehtinen) 44.54 Niko Kapanen (Salo, Peltonen) 48.51 Mikko Eloranta (Timonen, Koivu) | (1-0, 0-0, 3-0) |                | Gledalci: 11 407 Sodnik: Marc Joannette ja Don Koharski |

| 31. avgust 2004 | Švedska | 5–2 | Nemčija | Globen Arena, Tukholma |

| Poročilo tekme | Poročilo tekme | Poročilo tekme  | Poročilo tekme                                 | Poročilo tekme                                          |
| -------------- | --- | --------------- | ---------------------------------------------- | ------------------------------------------------------- |
|                | 16.34 Tomas Holmström (Näslund), Forsberg) 21.59 Mats Sundin (Alfredsson 27.26 Kim Johnsson (Alfredsson, Modin) 31.51 Marcus Nilson, (Sundin, Holmström) 36.25 Fredrik Modin, (Johnson Sundin) | (1-1, 4-1, 0-0) | 17.53 Marco Sturm 33.00 Daniel Kreutzer (Boos) | Gledalci: 12 133 Sodnik: Dan Marouelli ja Kevin Pollock |

| 1. september 2004 | Švedska | 4–3 | Češka | Globen Arena, Tukholma |

| Poročilo tekme | Poročilo tekme | Poročilo tekme  | Poročilo tekme                                                                   | Poročilo tekme                                          |
| -------------- | --- | --------------- | -------------------------------------------------------------------------------- | ------------------------------------------------------- |
|                | 11.49 Fredrik Modin (Sundin) 22.58 Peter Forsberg (Holmström, Näslund) 24.28 Mattias Öhlund (Alfredsson, Modin) 30.30 Henrik Zetterberg (Johnsson) | (1-0, 3-0, 0-3) | 43.12 Martin Rucinsky (Havlát) 45.16 Marek Zidlicky 54.25 Patrik Eliáš (Hamrlik) | Gledalci: 13 850 Sodnik: Dan Marouelli ja Kevin Pollock |

| 2. september 2004 | Nemčija | 0–3 | Finska | Kölnarena, Köln |

| Poročilo tekme | Poročilo tekme | Poročilo tekme  | Poročilo tekme                                                                            | Poročilo tekme                                                |
| -------------- | -------------- | --------------- | ----------------------------------------------------------------------------------------- | ------------------------------------------------------------- |
|                |                | (0-1, 0-1, 0-1) | 10.47 Kimmo Timonen (Selänne, Hentunen) 31.27 Teemu Selänne (Timonen) 55.38 Jere Lehtinen | Gledalci: 12 975 Sodnika: Marc Joanette Sodnika: Don Koharski |

| 3. september 2004 | Češka | 7–2 | Nemčija | Sazka Arena, Praga |

| Poročilo tekme | Poročilo tekme | Poročilo tekme  | Poročilo tekme                     | Poročilo tekme   |
| -------------- | --- | --------------- | ---------------------------------- | ---------------- |
|                | 22.56 Marek Zidlicky (Straka, Prospal) 24.27 Jiří Šlégr (Dopita, Sýkora) 25.52 Jaromír Jágr (Prospal) 30.50 Milan Hejduk (Eliáš) 35.48 Patrik Eliáš (Havlát) 48.59 Martin Havlát 58.12 Václav Prospal | (0-0, 5-0, 2-2) | 43.55 Tino Boos 57.19 Jochen Hecht | Gledalci: 11 944 |

| 4. september 2004 | Finska | 4–4 | Švedska | Hartwall-stadium, Helsinki |

| Poročilo tekme | Poročilo tekme | Poročilo tekme       | Poročilo tekme | Poročilo tekme   |
| -------------- | --- | -------------------- | --- | ---------------- |
|                | 1.39 Ville Peltonen (Ruutu, Väänänen) 4.34 Ossi Väänänen 12.46 Saku Koivu (Lehtinen, Selänne) 20.38 Olli Jokinen (Ruutu, Peltonen) | (3-3, 1-0, 0-1, 0-0) | 12.27 Fredrik Modin (Zetterberg, Alfredsson) 17.24 Nicklas Lidström (Alfredsson, Sundin) 19.17 Fredrik Modin (Johnsson, Lidström) 59.49 Tomas Holmström (Forsberg, Modin)im | Gledalci: 12 948 |

#### Severnoameriška skupina
T-tekme, Z-zmage, N-neodločeni izidi, P-porazi, GR-gol razlika, DG-doseženi goli, PG-prejeti goli, T-točke.
| Reprezentanca | T | Z | N | P | DG | PG | +/- | T |
| ------------- | - | - | - | - | -- | -- | --- | - |
| Kanada        | 3 | 3 | 0 | 0 | 10 | 3  | 7   | 6 |
| Rusija        | 3 | 2 | 0 | 1 | 7  | 5  | 2   | 4 |
| ZDA           | 3 | 1 | 0 | 2 | 5  | 6  | -1  | 2 |
| Slovaška      | 3 | 0 | 0 | 3 | 4  | 13 | -9  | 0 |

| 1. september 2004 | Kanada | 2–1 | ZDA | Bell Centre, Montreal |

| Poročilo tekme | Poročilo tekme                                                                   | Poročilo tekme  | Poročilo tekme            | Poročilo tekme                                               |
| -------------- | -------------------------------------------------------------------------------- | --------------- | ------------------------- | ------------------------------------------------------------ |
|                | 16.01 Martin St. Louis (Thornton Niedermayer) 23.05 Joe Sakic (Redden St. Louis) | (1-0, 1-1, 0-0) | 30.40 Bill Guerin (Gomez) | Gledalci: 21 273 Sodnika: Brad Watson Sodnika: Paul Devorski |

| 2. september 2004 | Kanada | 5–1 | Slovaška | Bell Centre, Montreal |

| Poročilo tekme | Poročilo tekme | Poročilo tekme  | Poročilo tekme                             | Poročilo tekme   |
| -------------- | --- | --------------- | ------------------------------------------ | ---------------- |
|                | 03.02 Joe Thornton 04.43 Ryan Smyth (Foote, Lecavalier) 24.07 Simon Gagne (St. Louis) 40.58 Martin St. Louis (Richards, Foote) 47.11 Ryan Smyth (Lecavalier, Heatley) | (2-0, 1-0, 2-1) | 44.53 Martin Cibak (Bartecko, Radivojevic) | Gledalci: 21 273 |

| 3. september 2004 | Rusija | 3–1 | ZDA | Xcel Energy Ctr., Saint Paul |

| Poročilo tekme | Poročilo tekme                                                                                      | Poročilo tekme  | Poročilo tekme                         | Poročilo tekme   |
| -------------- | --------------------------------------------------------------------------------------------------- | --------------- | -------------------------------------- | ---------------- |
|                | 32.20 Dainius Zubrus (Kvaša, Jašin) 45.05 Aleksej Kovaljov (Havanov) 58.02 Viktor Kozlov (Samsonov) | (0-0, 1-1, 2-0) | 33.44 Keith Tkachuk (Modano, Rafalski) | Gledalci: 18 064 |

| 4. september 2004 | ZDA | 3–1 | Slovaška | Xcel Energy Ctr., Saint Paul |

| Poročilo tekme | Poročilo tekme                                                                                           | Poročilo tekme  | Poročilo tekme                       | Poročilo tekme   |
| -------------- | --- | --------------- | ------------------------------------ | ---------------- |
|                | 3.09 Bryan Smolinski (Leech, Amonte) 13.27 Jason Blake (Chris Chelios, Gomez) 56.17 Bill Guerin (Modano) | (2-1, 0-0, 1-0) | 11.14 Ladislav Nagy (Demitra, Chára) | Gledalci: 17 104 |

| 5. september 2004 | Kanada | 3–1 | Rusija | Air Canada Ctr., Toronto |

| Poročilo tekme | Poročilo tekme                                                                                     | Poročilo tekme  | Poročilo tekme                   | Poročilo tekme   |
| -------------- | -------------------------------------------------------------------------------------------------- | --------------- | -------------------------------- | ---------------- |
|                | 23.40 Brad Richards (Gagné, Hannan) 25.17 Kris Draper (Doan, Lecavalier) 45.43 Joe Sakic (Lemieux) | (0-0, 2-0, 1-1) | 52.46 Sergej Gončar (Afinogenov) | Gledalci: 19 226 |

| 6. september 2004 | Rusija | 5–2 | Slovaška | Air Canada Ctr., Toronto |

| Poročilo tekme | Poročilo tekme | Poročilo tekme  | Poročilo tekme                                           | Poročilo tekme   |
| -------------- | --- | --------------- | -------------------------------------------------------- | ---------------- |
|                | 8.10 Pavel Dacjuk (Markov, Frolov) 32.10 Aleksej Kovaljov 34.47 Sergej Samsonov (Zuprus, Gončar) 40.59 Aleksej Jašin (Frolov) av 47.21 Aleksander Ovečkin (Afanasenkov) | (1-1, 2-0, 2-1) | 10.27 Márian Hossa (Demitra, Chára) 45.47 Marián Gáborik | Gledalci: 18 115 |

#### Četrtfinale
| 6. september 2004 | Finska | 2–1 | Nemčija | Hartwall-stadium, Helsinki |

| Poročilo tekme | Poročilo tekme                                                                 | Poročilo tekme  | Poročilo tekme                    | Poročilo tekme  |
| -------------- | ------------------------------------------------------------------------------ | --------------- | --------------------------------- | --------------- |
|                | 30.50 Niklas Hagman (Kapanen, Timonen) 56.38 Mikko Eloranta (Timonen, Jokinen) | (0-0, 1-0, 1-1) | 53.58 Marco Sturm (Goc, Kreutzer) | Gledalci: 8 650 |

| 7. september 2004 | Švedska | 1–6 | Češka | Globen Arena, Tukholma |

| Poročilo tekme | Poročilo tekme                            | Poročilo tekme  | Poročilo tekme | Poročilo tekme   |
| -------------- | ----------------------------------------- | --------------- | --- | ---------------- |
|                | 56.29 Tomas Holmström (Näslund, Forsberg) | (0-2, 0-1, 1-3) | 06.16 Martin Straka (Prospal) 13.30 Martin Havlát (Eliáš) 36.08 Marek Zidlicky (Straka) 48.16 Radek Dvorak (Cajanek) av 54.37 Milan Hejduk (Zidlicky) 58.15 Milan Hejduk (Cajanek) | Gledalci: 11 957 |

| 8. september 2004 | Rusija | 3–5 | ZDA | Xcel Energy Ctr., Saint Paul |

| Poročilo tekme | Poročilo tekme | Poročilo tekme  | Poročilo tekme | Poročilo tekme   |
| -------------- | --- | --------------- | --- | ---------------- |
|                | 27.14 Dimitrij Afanasenkov (Čubarov, Gončar) 40.36 Dainius Zubrus (Jašin Kasparaitis) 51.04 Ilja Kovalčuk (Samsonov, Kovaljov) | (0-1, 1-1, 2-3) | 11.20 Keith Tkachuk (Modano, Rafalski) 21.56 Keith Tkachuk (Guerin, Modano) 44.25 Scott Gomez (Tkachuk) 44.47 Keith Tkachuk (Guerin, Modano) 59.05 Keith Tkachuk (Modano Rafalski) | Gledalci: 17 218 |

| 9. september 2004 | Kanada | 5–0 | Slovaška | Air Canada Ctr., Toronto |

| Poročilo tekme | Poročilo tekme | Poročilo tekme  | Poročilo tekme | Poročilo tekme                                                       |
| -------------- | --- | --------------- | -------------- | -------------------------------------------------------------------- |
|                | 22.28 Vincent Lecavalier (Richards, Brewer) 25.26 Jarome Iginla (Sakic, Brewer) 31.29 Ryan Smyth (Lecavalier, Heatley) 33.48 Joe Sakic (Iginla, Lemieux) 47.49 Jarome Iginla (Lemieux, Sacik) | (0-0, 4-0, 1-0) |                | Gledalci: 17 786 Sodnika: Don Vanmassenhoven Sodnika: Stephen Walkom |

#### Polfinale
| 10. september 2004 | Finska | 2–1 | ZDA | Xcel Energy Ctr., Saint Paul |

| Poročilo tekme | Poročilo tekme                                            | Poročilo tekme  | Poročilo tekme                    | Poročilo tekme   |
| -------------- | --------------------------------------------------------- | --------------- | --------------------------------- | ---------------- |
|                | 45.04 Olli Jokinen (Numminen) 56.04 Saku Koivu (Väänänen) | (0-0, 0-1, 2-0) | 32.57 Doug Weight (Gomez, Martin) | Gledalci: 18 064 |

| 12. september 2004 | Kanada | 4–3 ja. | Češka | Air Canada Ctr., Toronto |

| Poročilo tekme | Poročilo tekme | Poročilo tekme       | Poročilo tekme                                                                                          | Poročilo tekme                                                  |
| -------------- | --- | -------------------- | --- | --------------------------------------------------------------- |
|                | 31.15 Eric Brewer (Thorton, Draper) 34.25 Mario Lemieux (Lecavalier, Richards) 53.47 Kris Draper (Thornton) 63.45 Vincent Lecavalier (Smith) | (0-0, 2-1, 1-2, 1-0) | 35.07 Petr Cajanek (Hejduk, Rucinsky) 47.21 Martin Havlát (Kaberle, Hejduk) 53.53 Patrik Eliáš (Havlát) | Gledalci: 19 273 Sodnika: Paul Devorski Sodnika: Stephen Walkom |

#### Finale
| 15. september 2004 | Kanada | 3–2 | Finska | Air Canada Ctr., Toronto |

| Poročilo tekme | Poročilo tekme                                                                                                  | Poročilo tekme  | Poročilo tekme                                            | Poročilo tekme                                                  |
| -------------- | --- | --------------- | --------------------------------------------------------- | --------------------------------------------------------------- |
|                | 00.52 Joe Sakic (Lemieux, Brewer) 23.15 Scott Niedermayer (Draper, Thornton) 40.34 Shane Doan (Thornton, Foote) | (1-1, 1-1, 1-0) | 06.34 Riku Hahl (Lydman, Berg) 39.00 Tuomo Ruutu (Lydman) | Gledalci: 19 370 Sodnika: Paul Devorski Sodnika: Stephen Walkom |

## Končni vrstni red
1. Kanada
2. Finska
3. Češka
4. ZDA
5. Švedska
6. Rusija
7. Slovaška
8. Nemčija

## Najboljši strelci
T-tekme, G-goli, P-podaje, T-točke.
| #  | Igralec            | T | G | P | T |
| -- | ------------------ | - | - | - | - |
| 1  | Fredrik Modin      | 4 | 4 | 4 | 8 |
| 2  | Vincent Lecavalier | 6 | 2 | 5 | 7 |
| 3  | Keith Tkachuk      | 5 | 5 | 1 | 6 |
| 4  | Martin Havlat      | 5 | 3 | 3 | 6 |
| 5  | Kimmo Timonen      | 6 | 1 | 5 | 6 |
| 6  | Mike Modano        | 5 | 0 | 6 | 6 |
| 7  | Daniel Alfredsson  | 4 | 0 | 6 | 6 |
| 8  | Joe Sakic          | 6 | 3 | 3 | 6 |
| 9  | Milan Hejduk       | 5 | 3 | 2 | 5 |
| 10 | Patrik Elias       | 5 | 3 | 2 | 5 |

## Idealna postava
- Vratar:  Martin Brodeur
- Branilca: 
  -  Adam Foote
  -  Kimmo Timonen
- Napadalci:
  -  Vincent Lecavalier (tudi MVP)
  -  Saku Koivu
  -  Fredrik Modin